# والتر جاكسون بيت
والتر جاكسون بيت (بالإنجليزية: Walter Jackson Bate)‏ هو ناقد أدبي ومؤرخ وصحفي أمريكي، ولد في 23 مايو 1918 في مانكاتو في الولايات المتحدة، وتوفي في 26 يوليو 1999 في بوسطن في الولايات المتحدة.

## وصلات خارجية
- والتر جاكسون بيت على موقع الموسوعة البريطانية (الإنجليزية)
- والتر جاكسون بيت على موقع إن إن دي بي (الإنجليزية)